# Ipomoea shumardiana
Ipomoea shumardiana là một loài thực vật có hoa trong họ Bìm bìm. Loài này được (Torr.) Shinners mô tả khoa học đầu tiên năm 1961.